# Václav Jehlička
Václav Jehlička (ur. 24 marca 1948 w Domažlicach) – czeski polityk, nauczyciel i samorządowiec, senator, w latach 2007–2009 minister kultury.

## Życiorys
Z wykształcenia nauczyciel, ukończył studia na wydziale pedagogicznym Uniwersytetu Południowoczeskiego w Czeskich Budziejowicach. Do 1990 pracował jako nauczyciel w różnych miejscowościach. W latach 1990–1998 i 2001–2002 był burmistrzem miasta Telcz.
Działał w Obywatelskim Sojuszu Demokratycznym, od 2005 należał do Unii Chrześcijańskiej i Demokratycznej – Czechosłowackiej Partii Ludowej. W 2009 wstąpił do nowo powstałej partii TOP 09. W kadencjach 1996–1998, 1998–2004 i 2004–2010 był członkiem czeskiego Senatu. Od 2007 do 2009 sprawował urząd ministra kultury w drugim rządzie Mirka Topolánka.
W 2010 został dyrektorem centrum uniwersyteckiego w Telczu zorganizowanego przez Uniwersytet Masaryka. W 2011 powołany w skład rady radia i telewizji (RRTV), publicznego regulatora rynku radiowo-telewizyjnego. W 2015 powierzono mu funkcję wiceprzewodniczącego tej instytucji.